# 灰岩含笑
灰岩含笑（学名：Michelia calcicola），为木兰科含笑属下的一个植物种。